# Tallinn Trophy de 2017
Tallinn Trophy de 2017 foi a sétima edição do Tallinn Trophy, um evento anual de patinação artística no gelo e que fez parte do Challenger Series de 2017–18. A competição foi disputada entre os dias 21 de novembro e 26 de novembro, na cidade de Tallinn, Estônia.
Também foram disputados eventos de níveis júnior, noviço e níveis menores, porém não fazem parte do Challenger Series.

## Eventos
- Individual masculino
- Individual feminino
- Duplas
- Dança no gelo

## Medalhistas
| Evento                        | Ouro                                                   | Prata                                              | Bronze                                             |
| Sênior (Challenger Series)    |                                                        |                                                    |                                                    |
| Individual masculino detalhes | Dmitri Aliev · Rússia                                  | Alexei Krasnozhon · Estados Unidos                 | Yaroslav Paniot · Ucrânia                          |
| Individual feminino detalhes  | Stanislava Konstantinova · Rússia                      | Alisa Fedichkina · Rússia                          | Nicole Schott · Alemanha                           |
| Duplas detalhes               | Ekaterina Alexandrovskaya · Harley Windsor · Austrália | Alisa Efimova · Alexander Korovin · Rússia         | Anastasia Poluianova · Dmitry Sopot · Rússia       |
| Dança no gelo detalhes        | Natalia Kaliszek · Maksym Spodyriev · Polônia          | Alisa Agafonova · Alper Uçar · Turquia             | Elliana Pogrebinsky · Alex Benoit · Estados Unidos |
| Júnior                        |                                                        |                                                    |                                                    |
| Individual masculino detalhes | Andrei Mozalev · Rússia                                | Maksim Fedotov · Rússia                            | Matyáš Bělohradský · República Tcheca              |
| Individual feminino detalhes  | Anastasiia Gubanova · Rússia                           | Anastasiia Arkhipova · Ucrânia                     | Anastasia Gracheva · Rússia                        |
| Duplas detalhes               | Daria Kvartalova · Alexey Sviatchenko · Rússia         | Cleo Hamon · Denys Strekalin · França              | nenhum                                             |
| Dança no gelo detalhes        | Anastasia Skoptsova · Kirill Aleshin · Rússia          | Elizaveta Khudaiberdieva · Nikita Nazarov · Rússia | Julia Tultseva · Anatoliy Belovodchenko · Rússia   |
| Noviço avançado               |                                                        |                                                    |                                                    |
| Individual masculino detalhes | Chen Yudong · China                                    | Jegor Martsenko · Estônia                          | Francois Pitot · França                            |
| Individual feminino detalhes  | Niina Petrõkina · Estônia                              | Jelizaveta Rudneva · Estônia                       | Julia Brovall · Suécia                             |
| Dança no gelo detalhes        | Julia Alieva · Mikhail Kaigorodtsev · Rússia           | Angelina Zimina · Andrei Pilin · Rússia            | Ksenia Golubeva · Fedor Orekhov · Rússia           |

## Resultados

### Sênior

#### Individual masculino
| Pos.              | Nome                  | Nacionalidade    | Pontos | PC         | PL          |
| ----------------- | --------------------- | ---------------- | ------ | ---------- | ----------- |
| Medalha de ouro   | Dmitri Aliev          | Rússia           | 235.10 | 80.88 (2)  | 154.22 (1)  |
| Medalha de prata  | Alexei Krasnozhon     | Estados Unidos   | 222.39 | 80.20 (3)  | 142.19 (2)  |
| Medalha de bronze | Yaroslav Paniot       | Ucrânia          | 221.23 | 81.25 (1)  | 139.98 (3)  |
| 4                 | Peter Liebers         | Alemanha         | 210.28 | 74.14 (4)  | 136.14 (5)  |
| 5                 | Julian Zhi Jie Yee    | Malásia          | 202.62 | 63.70 (9)  | 138.92 (4)  |
| 6                 | Maurizio Zandron      | Itália           | 201.29 | 70.20 (6)  | 131.09 (8)  |
| 7                 | Makar Ignatov         | Rússia           | 196.71 | 65.40 (8)  | 131.31 (7)  |
| 8                 | Slavik Hayrapetyan    | Armênia          | 195.41 | 61.70 (11) | 133.71 (6)  |
| 9                 | Aleksandr Selevko     | Estônia          | 192.79 | 70.76 (5)  | 122.03 (9)  |
| 10                | Daniel Albert Naurits | Estônia          | 186.83 | 70.01 (7)  | 116.82 (11) |
| 11                | Harrison Jon-Yen Wong | Hong Kong        | 182.60 | 61.10 (12) | 121.50 (10) |
| 12                | Jiří Bělohradský      | República Tcheca | 180.76 | 60.24 (13) | 120.52 (11) |
| 13                | Samuel Koppel         | Estônia          | 173.03 | 63.07 (10) | 109.96 (14) |
| 14                | Maxence Collet        | França           | 168.88 | 59.59 (15) | 109.29 (15) |
| 15                | Kai Xiang Chew        | Malásia          | 166.64 | 53.32 (18) | 113.32 (13) |
| 16                | Nicholas Vrdoljak     | Croácia          | 165.41 | 59.79 (14) | 105.62 (17) |
| 17                | Anton Karpuk          | Bielorrússia     | 159.29 | 50.78 (21) | 108.51 (16) |
| 18                | Micah Kai Lynette     | Tailândia        | 156.56 | 55.22 (17) | 101.34 (18) |
| 19                | Yunda Lu              | China            | 153.53 | 52.44 (19) | 101.09 (19) |
| 20                | Julian Donica         | França           | 149.86 | 51.25 (20) | 98.61 (20)  |
| 21                | Marco Zandron         | Itália           | 138.63 | 58.79 (16) | 79.84 (23)  |
| 22                | Daniil Zurav          | Estônia          | 128.35 | 43.95 (23) | 84.40 (22)  |
| 23                | Michel Tsiba          | Países Baixos    | 128.18 | 37.51 (24) | 90.67 (21)  |
| WD                | Meng Ju Lee           | Taipé Chinesa    | —      | 48.65 (22) | — (WD)      |

#### Individual feminino
| Pos.              | Nome                       | Nacionalidade    | Pontos | PC         | PL         |
| ----------------- | -------------------------- | ---------------- | ------ | ---------- | ---------- |
| Medalha de ouro   | Stanislava Konstantinova   | Rússia           | 190.75 | 64.41 (1)  | 126.34 (1) |
| Medalha de prata  | Alisa Fedichkina           | Rússia           | 180.33 | 63.42 (2)  | 116.91 (2) |
| Medalha de bronze | Nicole Schott              | Alemanha         | 171.53 | 57.68 (5)  | 113.85 (4) |
| 4                 | Caroline Zhang             | Estados Unidos   | 170.82 | 56.35 (6)  | 114.47 (3) |
| 5                 | Angela Wang                | Estados Unidos   | 160.04 | 62.50 (3)  | 97.54 (11) |
| 6                 | Lea Johanna Dastich        | Alemanha         | 155.60 | 50.65 (13) | 104.95 (5) |
| 7                 | Alexandra Avstriyskaya     | Rússia           | 153.30 | 50.43 (14) | 102.87 (6) |
| 8                 | Anna Khnychenkova          | Ucrânia          | 153.01 | 53.82 (10) | 99.19 (7)  |
| 9                 | Amy Lin                    | Taipé Chinesa    | 152.97 | 54.11 (7)  | 98.86 (8)  |
| 10                | Viveca Lindfors            | Finlândia        | 149.78 | 59.03 (4)  | 90.75 (15) |
| 11                | Ziquan Zhao                | China            | 147.33 | 49.09 (16) | 98.24 (9)  |
| 12                | Kristina Škukuleta-Gromova | Estônia          | 144.79 | 46.56 (21) | 98.23 (10) |
| 13                | Yoonmi Lehmann             | Suíça            | 143.37 | 52.22 (11) | 91.15 (14) |
| 14                | Chloe Ing                  | Singapura        | 142.63 | 51.31 (12) | 91.32 (13) |
| 15                | Sara Conti                 | Itália           | 141.17 | 48.26 (17) | 92.91 (12) |
| 16                | Gerli Liinamäe             | Estônia          | 138.91 | 50.29 (15) | 88.62 (17) |
| 17                | Jenni Saarinen             | Finlândia        | 138.75 | 53.87 (9)  | 84.88 (19) |
| 18                | Matilda Algotsson          | Suécia           | 134.38 | 45.55 (22) | 88.83 (16) |
| 19                | Alizée Crozet              | França           | 133.15 | 45.42 (23) | 87.73 (18) |
| 20                | Lara Roth                  | Áustria          | 127.21 | 44.46 (26) | 82.75 (20) |
| 21                | Annely Vahi                | Estônia          | 126.95 | 48.15 (18) | 78.80 (21) |
| 22                | Antonina Dubinina          | Sérvia           | 124.17 | 45.39 (24) | 78.78 (22) |
| 23                | Michaela Lucie Hanzlíková  | República Tcheca | 123.58 | 47.77 (19) | 75.81 (25) |
| 24                | Elżbieta Gabryszak         | Polônia          | 122.74 | 46.91 (20) | 75.83 (24) |
| 25                | Johanna Allik              | Estônia          | 120.48 | 43.91 (28) | 76.57 (23) |
| 26                | Héloïse Pitot              | França           | 118.88 | 44.69 (25) | 74.19 (26) |
| 27                | Natasja Remstedt           | Suécia           | 114.89 | 43.43 (29) | 71.46 (27) |
| 28                | Oliwia Rzepiel             | Polônia          | 113.43 | 43.95 (27) | 69.48 (29) |
| 29                | Calista Krass              | Estônia          | 112.15 | 42.06 (30) | 70.09 (28) |
| 30                | Angelīna Kučvaļska         | Letônia          | 93.92  | 38.00 (31) | 55.02 (32) |
| 31                | Alina Suponenko            | Bielorrússia     | 91.31  | 31.86 (33) | 59.45 (31) |
| 32                | Katsiarina Pakhamovich     | Bielorrússia     | 90.51  | 30.43 (34) | 60.08 (30) |
| WD                | Nathalie Weinzierl         | Alemanha         | —      | 53.95 (8)  | — (WD)     |
| WD                | Kerstin Frank              | Áustria          | —      | 37.97 (32) | — (WD)     |

#### Duplas
| Pos.              | Nome                                       | Nacionalidade | Pontos | PC        | PL         |
| ----------------- | ------------------------------------------ | ------------- | ------ | --------- | ---------- |
| Medalha de ouro   | Ekaterina Alexandrovskaya / Harley Windsor | Austrália     | 178.90 | 66.40 (1) | 112.50 (1) |
| Medalha de prata  | Alisa Efimova / Alexander Korovin          | Rússia        | 162.62 | 64.58 (2) | 98.04 (3)  |
| Medalha de bronze | Anastasia Poluianova / Dmitry Sopot        | Rússia        | 161.60 | 53.86 (4) | 107.74 (2) |
| 4                 | Lola Esbrat / Andrei Novoselov             | França        | 154.86 | 59.66 (3) | 95.20 (4)  |
| 5                 | Camille Mendoza / Pavel Kovalev            | França        | 130.50 | 51.76 (5) | 78.74 (6)  |
| 6                 | Coline Keriven / Antoine Pierre            | França        | 120.06 | 39.24 (6) | 80.82 (5)  |
| 7                 | Paris Stephens / Matthew Dodds             | Austrália     | 77.66  | 23.38 (7) | 54.28 (7)  |

#### Dança no gelo
| Pos.              | Nome                                      | Nacionalidade  | Pontos | PC         | PL         |
| ----------------- | ----------------------------------------- | -------------- | ------ | ---------- | ---------- |
| Medalha de ouro   | Natalia Kaliszek / Maksym Spodyriev       | Polônia        | 168.58 | 67.94 (1)  | 100.64 (1) |
| Medalha de prata  | Alisa Agafonova / Alper Uçar              | Turquia        | 162.48 | 64.50 (2)  | 97.98 (2)  |
| Medalha de bronze | Elliana Pogrebinsky / Alex Benoit         | Estados Unidos | 150.74 | 58.42 (4)  | 92.32 (3)  |
| 4                 | Sofia Evdokimova / Egor Bazin             | Rússia         | 150.28 | 59.88 (3)  | 90.40 (4)  |
| 5                 | Kavita Lorenz / Joti Polizoakis           | Alemanha       | 145.20 | 56.04 (5)  | 89.16 (5)  |
| 6                 | Jennifer Urban / Benjamin Steffan         | Alemanha       | 139.44 | 55.84 (6)  | 83.60 (7)  |
| 7                 | Ludmila Sosnitskaia / Pavel Golovishnokov | Rússia         | 137.58 | 51.28 (9)  | 86.30 (6)  |
| 8                 | Allison Reed / Saulius Ambrulevičius      | Lituânia       | 136.68 | 55.02 (7)  | 81.66 (9)  |
| 9                 | Darya Popova / Volodymyr Byelikov         | Ucrânia        | 136.06 | 53.40 (8)  | 82.66 (8)  |
| 10                | Lorenza Alessandrini / Pierre Souquet     | França         | 126.50 | 47.76 (10) | 78.74 (10) |
| 11                | Guoste Damuleviciute / Deividas Kizala    | Lituânia       | 111.74 | 43.88 (11) | 67.86 (12) |
| 12                | Anastasia Polibina / Radoslaw Barszczak   | Polônia        | 109.82 | 39.10 (14) | 70.72 (11) |
| 13                | Katerina Bunina / German Frolov           | Estônia        | 108.18 | 43.86 (12) | 64.32 (14) |
| 14                | Monica Lindfors / Juho Pirinen            | Finlândia      | 107.58 | 42.22 (13) | 65.36 (13) |
| 15                | Malin Malmberg / Thomas Nordahl           | Suécia         | 84.64  | 33.30 (15) | 51.34 (15) |

### Júnior

#### Individual masculino júnior
| Pos.              | Nome               | Nacionalidade    | Pontos | PC         | PL         |
| ----------------- | ------------------ | ---------------- | ------ | ---------- | ---------- |
| Medalha de ouro   | Andrei Mozalev     | Rússia           | 202.94 | 64.96 (3)  | 137.98 (1) |
| Medalha de prata  | Maksim Fedotov     | Rússia           | 186.98 | 65.88 (2)  | 121.10 (3) |
| Medalha de bronze | Matyas Belohradsky | República Tcheca | 183.88 | 51.33 (10) | 132.55 (2) |
| 4                 | Gabriel Folkesson  | Suécia           | 178.28 | 73.15 (1)  | 105.13 (8) |
| 5                 | Fang Shuai         | China            | 177.10 | 61.44 (4)  | 115.66 (5) |
| 6                 | Andreas Nordebäck  | Suécia           | 172.32 | 56.98 (5)  | 115.34 (6) |
| 7                 | Alexander Lebedev  | Rússia           | 168.04 | 50.52 (11) | 117.52 (4) |
| 8                 | Nikolaj Majorov    | Suécia           | 163.89 | 51.99 (9)  | 111.90 (7) |
| 9                 | Kai Jagoda         | Alemanha         | 153.41 | 54.21 (6)  | 99.20 (9)  |
| 10                | Mikael Nordebäck   | Suécia           | 147.69 | 53.02 (8)  | 94.67 (10) |
| 11                | Mihhail Selevko    | Estônia          | 145.91 | 54.17 (7)  | 91.74 (11) |
| 12                | Yann Frechon       | França           | 136.61 | 47.88 (12) | 88.73 (12) |
| 13                | Mikhail Medunitsa  | Ucrânia          | 125.68 | 46.74 (13) | 78.94 (14) |
| 14                | Lotfi Sereir       | França           | 125.19 | 46.03 (14) | 79.16 (13) |
| 15                | Benjam Papp        | Finlândia        | 115.13 | 44.92 (15) | 70.21 (15) |
| 16                | Ivan Mikhaylov     | Estônia          | 98.44  | 39.07 (16) | 59.37 (16) |

#### Individual feminino júnior
| Pos.              | Nome                       | Nacionalidade    | Pontos | PC         | PL         |
| ----------------- | -------------------------- | ---------------- | ------ | ---------- | ---------- |
| Medalha de ouro   | Anastasiia Gubanova        | Rússia           | 189.31 | 64.63 (1)  | 124.68 (1) |
| Medalha de prata  | Anastasiia Arkhipova       | Ucrânia          | 173.75 | 57.91 (3)  | 115.84 (2) |
| Medalha de bronze | Anastasia Gracheva         | Rússia           | 161.46 | 58.14 (2)  | 103.32 (3) |
| 4                 | Sofia Sula                 | Finlândia        | 149.19 | 54.62 (4)  | 94.57 (5)  |
| 5                 | Eva Lotta Kiibus           | Estônia          | 137.61 | 42.33 (11) | 95.28 (4)  |
| 6                 | Laura Karhunen             | Finlândia        | 131.92 | 54.18 (5)  | 77.74 (10) |
| 7                 | Lara Naki Gutmann          | Itália           | 130.39 | 40.98 (12) | 89.41 (6)  |
| 8                 | Sophia Schaller            | Áustria          | 130.11 | 45.19 (6)  | 84.92 (8)  |
| 9                 | Nastasya Eremina           | Estônia          | 129.18 | 43.39 (7)  | 85.79 (7)  |
| 10                | Emma Kivioja               | Suécia           | 126.27 | 42.80 (8)  | 83.47 (9)  |
| 11                | Giuditta Sartori           | Itália           | 117.67 | 42.59 (10) | 75.08 (12) |
| 12                | Jekaterina Rudneva         | Estônia          | 116.46 | 42.68 (9)  | 73.78 (14) |
| 13                | Linnea Ceder               | Finlândia        | 115.04 | 40.53 (13) | 74.51 (13) |
| 14                | Nikola Rychtarikova        | República Tcheca | 113.22 | 37.98 (17) | 75.24 (11) |
| 15                | Anna Ivancenco             | Moldávia         | 112.10 | 39.74 (14) | 72.36 (15) |
| 16                | Oceane Piegad              | França           | 108.38 | 36.70 (19) | 71.68 (16) |
| 17                | Katerina Grishkun          | Estônia          | 101.74 | 33.73 (21) | 68.01 (17) |
| 18                | Laurie Pesavento           | França           | 101.49 | 39.03 (15) | 62.46 (19) |
| 19                | Marija Tsvetkova           | Estônia          | 99.72  | 37.53 (18) | 62.19 (20) |
| 20                | Kerli Illipe               | Estônia          | 98.72  | 38.42 (16) | 60.30 (21) |
| 21                | Eva Iakovleva              | Quirguistão      | 96.48  | 32.85 (24) | 63.63 (18) |
| 22                | Aina Sorfina Mohd Aminudin | Malásia          | 94.13  | 34.09 (20) | 60.04 (22) |
| 23                | Gemma Marshall             | Luxemburgo       | 91.51  | 33.65 (22) | 57.86 (23) |
| 24                | Polina Skorkina            | Estônia          | 90.60  | 33.25 (23) | 57.35 (26) |
| 25                | Coraline Rouxel            | França           | 89.98  | 32.59 (25) | 57.39 (25) |
| 26                | Alva Blomdahl              | Suécia           | 87.15  | 29.51 (27) | 57.64 (24) |
| 27                | Marta Krista Zitare        | Letônia          | 85.61  | 30.17 (26) | 55.44 (27) |

#### Duplas
| Pos.             | Nome                                  | Nacionalidade | Pontos | PC        | PL        |
| ---------------- | ------------------------------------- | ------------- | ------ | --------- | --------- |
| Medalha de ouro  | Daria Kvartalova / Alexei Sviatchenko | Rússia        | 143.99 | 50.88 (1) | 93.11 (1) |
| Medalha de prata | Cleo Hamon / Denys Strekalin          | França        | 137.23 | 47.59 (2) | 89.64 (2) |

#### Dança no gelo júnior
| Pos.              | Nome                                      | Nacionalidade    | Pontos | PC         | PL         |
| ----------------- | ----------------------------------------- | ---------------- | ------ | ---------- | ---------- |
| Medalha de ouro   | Anastasia Skoptcova / Kirill Aleshin      | Rússia           | 156.47 | 67.53 (1)  | 88.94 (1)  |
| Medalha de prata  | Elizaveta Khudaiberdieva / Nikita Nazarov | Rússia           | 145.93 | 61.57 (2)  | 84.36 (2)  |
| Medalha de bronze | Julia Tultseva / Anatoliy Belovodchenko   | Rússia           | 129.13 | 57.30 (3)  | 71.83 (4)  |
| 4                 | Maria Golubtsova / Kirill Belobrov        | Ucrânia          | 125.10 | 53.43 (6)  | 71.67 (5)  |
| 5                 | Maria Kazakova / Georgy Reviya            | Geórgia          | 124.96 | 54.86 (4)  | 70.10 (8)  |
| 6                 | Yana Buga / Georgy Pokhilyuk              | Azerbaijão       | 123.35 | 50.25 (7)  | 73.10 (3)  |
| 7                 | Viktoria Semenjuk / Artur Gruzdev         | Estônia          | 121.10 | 53.50 (5)  | 67.60 (9)  |
| 8                 | Loicia Demougeot / Theo Le Mercier        | França           | 120.48 | 49.22 (8)  | 71.26 (6)  |
| 9                 | Julia Wagret / Mathieu Couyras            | França           | 119.26 | 48.46 (9)  | 70.80 (7)  |
| 10                | Ning Wanqi / Wang Chao                    | China            | 110.44 | 43.64 (12) | 66.80 (11) |
| 11                | Francesca Righi / Alexei Dubrovin         | Itália           | 109.52 | 42.62 (13) | 66.90 (10) |
| 12                | Mathilde Viard / Renan Manceau            | França           | 107.69 | 44.03 (10) | 63.66 (12) |
| 13                | Marie Dupayage / Thomas Nabais            | França           | 105.82 | 43.66 (11) | 62.16 (13) |
| 14                | Olexandra Borysova / Cezary Zawadzki      | Polônia          | 96.03  | 35.16 (15) | 60.87 (14) |
| 15                | Alice Rossi / Marco Cilli                 | Itália           | 95.34  | 36.34 (14) | 59.00 (15) |
| 16                | Gioia Pucci / Kevin Ojala                 | Estônia          | 88.23  | 33.53 (17) | 54.70 (16) |
| 17                | Elvira Nikolova / Ilia Antonenko          | Bulgária         | 82.00  | 33.90 (16) | 48.10 (18) |
| 18                | Lucy Burton / Thomas Ingall               | República Tcheca | 77.99  | 28.35 (19) | 49.64 (17) |
| 19                | Swantje Brandt / Edvinas Apitionok        | Lituânia         | 76.58  | 31.58 (18) | 45.00 (19) |

### Noviço avançado

#### Individual masculino noviço avançado
| Pos.              | Nome              | Nacionalidade | Pontos | PC        | PL        |
| ----------------- | ----------------- | ------------- | ------ | --------- | --------- |
| Medalha de ouro   | Chen Yudong       | China         | 136.67 | 49.20 (1) | 87.47 (1) |
| Medalha de prata  | Jegor Martsenko   | Estônia       | 93.00  | 32.72 (2) | 60.28 (2) |
| Medalha de bronze | Francois Pitot    | França        | 88.23  | 31.23 (3) | 57.00 (3) |
| 4                 | Arlet Levandi     | Estônia       | 83.99  | 30.45 (4) | 53.54 (4) |
| 5                 | Andrei Mikhalchuk | Bielorrússia  | 75.98  | 27.62 (5) | 48.36 (5) |

#### Individual feminino noviço avançado
| Pos.              | Nome                        | Nacionalidade | Pontos | PC         | PL         |
| ----------------- | --------------------------- | ------------- | ------ | ---------- | ---------- |
| Medalha de ouro   | Niina Petrõkina             | Estônia       | 101.81 | 38.46 (1)  | 63.35 (1)  |
| Medalha de prata  | Jelizaveta Rudneva          | Estônia       | 90.81  | 31.74 (7)  | 59.07 (2)  |
| Medalha de bronze | Julia Brovall               | Suécia        | 90.40  | 34.57 (2)  | 55.83 (4)  |
| 4                 | Sigrid Telliskivi           | Suécia        | 88.77  | 32.86 (5)  | 55.91 (3)  |
| 5                 | Janne Salatzki              | Alemanha      | 86.54  | 33.11 (4)  | 53.43 (7)  |
| 6                 | Nataly Langerbaur           | Estônia       | 83.94  | 28.58 (12) | 55.36 (5)  |
| 7                 | Amalia Zelenjak             | Estônia       | 83.39  | 32.32 (6)  | 51.07 (10) |
| 8                 | Hanna Haudzis               | Bielorrússia  | 83.04  | 29.34 (10) | 53.70 (6)  |
| 9                 | Elizabete Pentjusha         | Letônia       | 82.42  | 30.55 (8)  | 51.87 (8)  |
| 10                | Elena Gorbunova             | Rússia        | 82.04  | 33.17 (3)  | 48.87 (13) |
| 11                | Kseniya Zhehulskaya         | Bielorrússia  | 78.30  | 26.59 (17) | 51.71 (9)  |
| 12                | Mona Sofia Tahk             | Estônia       | 76.18  | 25.71 (20) | 50.47 (11) |
| 13                | Polina Pozen                | Rússia        | 75.45  | 30.38 (9)  | 45.07 (20) |
| 14                | Josefin Brovall             | Suécia        | 74.72  | 27.62 (14) | 47.10 (15) |
| 15                | Jekaterina Malaðevitð       | Estônia       | 74.39  | 28.60 (11) | 45.79 (17) |
| 16                | Anastasija Konga            | Letônia       | 73.80  | 26.29 (19) | 47.51 (14) |
| 17                | Michaela Tortarolo          | França        | 73.18  | 24.18 (23) | 49.00 (12) |
| 18                | Jelizaveta Davydova         | Estônia       | 72.49  | 26.91 (16) | 45.58 (18) |
| 19                | Sille-Riin Tali             | Estônia       | 72.17  | 27.24 (15) | 44.93 (21) |
| 20                | Heidy Mari Ainjärv          | Estônia       | 71.70  | 26.33 (18) | 45.37 (19) |
| 21                | Elina Smoljakova            | Letônia       | 70.86  | 27.72 (13) | 43.14 (23) |
| 22                | Sandra-Liisa Jermonok       | Estônia       | 70.75  | 24.38 (22) | 46.37 (16) |
| 23                | Jekaterina Mikhaylova       | Estônia       | 66.00  | 21.85 (28) | 44.15 (22) |
| 24                | Eliise Alop                 | Estônia       | 65.77  | 24.10 (24) | 41.67 (24) |
| 25                | Ilona Lunatti               | França        | 65.29  | 25.45 (21) | 39.84 (26) |
| 26                | Jeanne Loez                 | França        | 63.60  | 23.10 (26) | 40.50 (25) |
| 27                | Anastastasia Anita Issajeva | Estônia       | 59.62  | 22.68 (27) | 36.94 (29) |
| 28                | Greete Jalast               | Estônia       | 59.34  | 21.00 (30) | 38.34 (27) |
| 29                | Marta-Liis Kuslap           | Estônia       | 58.59  | 23.36 (25) | 35.23 (30) |
| 30                | Jana Safonov                | Estônia       | 56.73  | 21.56 (29) | 35.17 (31) |
| 31                | Karina Rostovtseva          | Estônia       | 53.83  | 16.62 (31) | 37.21 (28) |
| WD                | Zhang Siyang                | China         | —      | — (WD)     |            |

#### Dança no gelo noviço avançado
| Pos.              | Nome                                          | Nacionalidade | Pontos | PK        | PB        | PL         |
| ----------------- | --------------------------------------------- | ------------- | ------ | --------- | --------- | ---------- |
| Medalha de ouro   | Yulia Alieva / Mikhail Kaigorodtdsev          | Rússia        | 88.37  | 14.19 (1) | 16.42 (1) | 57.76 (1)  |
| Medalha de prata  | Angelina Zimina / Andrei Pilin                | Rússia        | 73.90  | 11.68 (2) | 13.81 (2) | 48.41 (2)  |
| Medalha de bronze | Ksenia Golubeva / Fedor Orekhov               | Rússia        | 70.02  | 11.67 (3) | 12.85 (4) | 45.50 (4)  |
| 4                 | Tatjana Bunina / Ivan Kuznetsov               | Estônia       | 67.77  | 9.96 (4)  | 11.08 (5) | 46.73 (3)  |
| 5                 | Darja Netjaga / Marko Jevgeni Gaidajenko      | Estônia       | 67.15  | 9.69 (5)  | 12.97 (3) | 44.49 (5)  |
| 6                 | Elise Crocombette / Maxime Dos Reis           | França        | 60.84  | 8.85 (7)  | 10.58 (7) | 41.41 (6)  |
| 7                 | Veronica Fava / Alessandro Pellegrini         | Itália        | 56.93  | 8.95 (6)  | 10.59 (6) | 37.39 (8)  |
| 8                 | Sanni Rytkönen / Miitri Niskanen              | Finlândia     | 53.15  | 7.50 (9)  | 7.64 (10) | 38.01 (7)  |
| 9                 | Katica Kedves / Akos Bucsu                    | Hungria       | 52.73  | 7.85 (8)  | 9.00 (8)  | 35.88 (9)  |
| 10                | Martyna Stanskowska / Wiktor Kulesza          | Polônia       | 49.42  | 7.49 (10) | 7.95 (9)  | 33.98 (11) |
| 11                | Maria Kiara Johanson / Hans Kristjan Allabert | Estônia       | 46.89  | 6.13 (11) | 5.86 (11) | 34.90 (10) |

## Quadro de medalhas
Sênior (Challenger Series)
| Ordem | País           | Medalha de ouro | Medalha de prata | Medalha de bronze |    | Ordem por total |
| ----- | -------------- | --------------- | ---------------- | ----------------- | -- | --------------- |
| 1     | Rússia         | 2               | 2                | 1                 | 5  | 1               |
| 2     | Austrália      | 1               |                  |                   | 1  | 3               |
| 2     | Polônia        | 1               |                  |                   | 1  | 3               |
| 4     | Estados Unidos |                 | 1                | 1                 | 2  | 2               |
| 5     | Turquia        |                 | 1                |                   | 1  | 3               |
| 6     | Alemanha       |                 |                  | 1                 | 1  | 3               |
| 6     | Ucrânia        |                 |                  | 1                 | 1  | 3               |
| TOTAL | TOTAL          | 4               | 4                | 4                 | 12 | —               |